# Medalla Mozart (Mozarteum)
La Medalla Mozart (Mozart Medaille) es un premio de música administrado por la Fundación Mozarteum Internacional. Su nombre lo recibe en honor de Wolfgang Amadeus Mozart.

## Galardonados

### Oro
- Hermann Zilcher (1881-1949), 1941.[1]
- Albert Richard Mohr (1911-1992), 1981.
- Leopold Nowak, 1985.
- Helmut Eder, 2002.
- András Schiff, 2012.

### Plata
- Cecil Bernard Oldman, 1950.
- Maria Stader, 1956.
- Erich Valentin, 1956.
- Hans Sittner, 1971.
- Peter Schreier.
- Riccardo Muti.
- Gerhard Wimberger, 1994.
- Ulrich Konrad, 1999.
- Hans Landesmann, 2002.
- Peter Ruzicka, 2006.

### Desconocido
- Julius Ebenstein, 1957.[2]
- Edith Mathis, 1976.[3]